# S/Y Moshulu
Denna artikel behandlar segelyachten Moshulu. För barken från 1904, se Moshulu
S/Y Moshulu är en finländsk segelyacht, som byggdes 1947 på Wilenius båtvarv i Borgå efter ritningar av Birger Slotte. Hon är en Ö8 och byggdes för skeppsredare Edgar Erikson i Mariehamn på Åland.
Namnet har yachten efter barken Moshulu, vilken ingick i Gustaf Eriksons rederi. Moshulu kommer från irokesspråket seneca och betyder "den som inte fruktar något".
Moshulu stannade i Edgar Eriksons ägo till 1978. Nuvarande (2024) ägare köpte båten 2019. Hon är k-märkt i Finland.